# Bieg św. Dominika

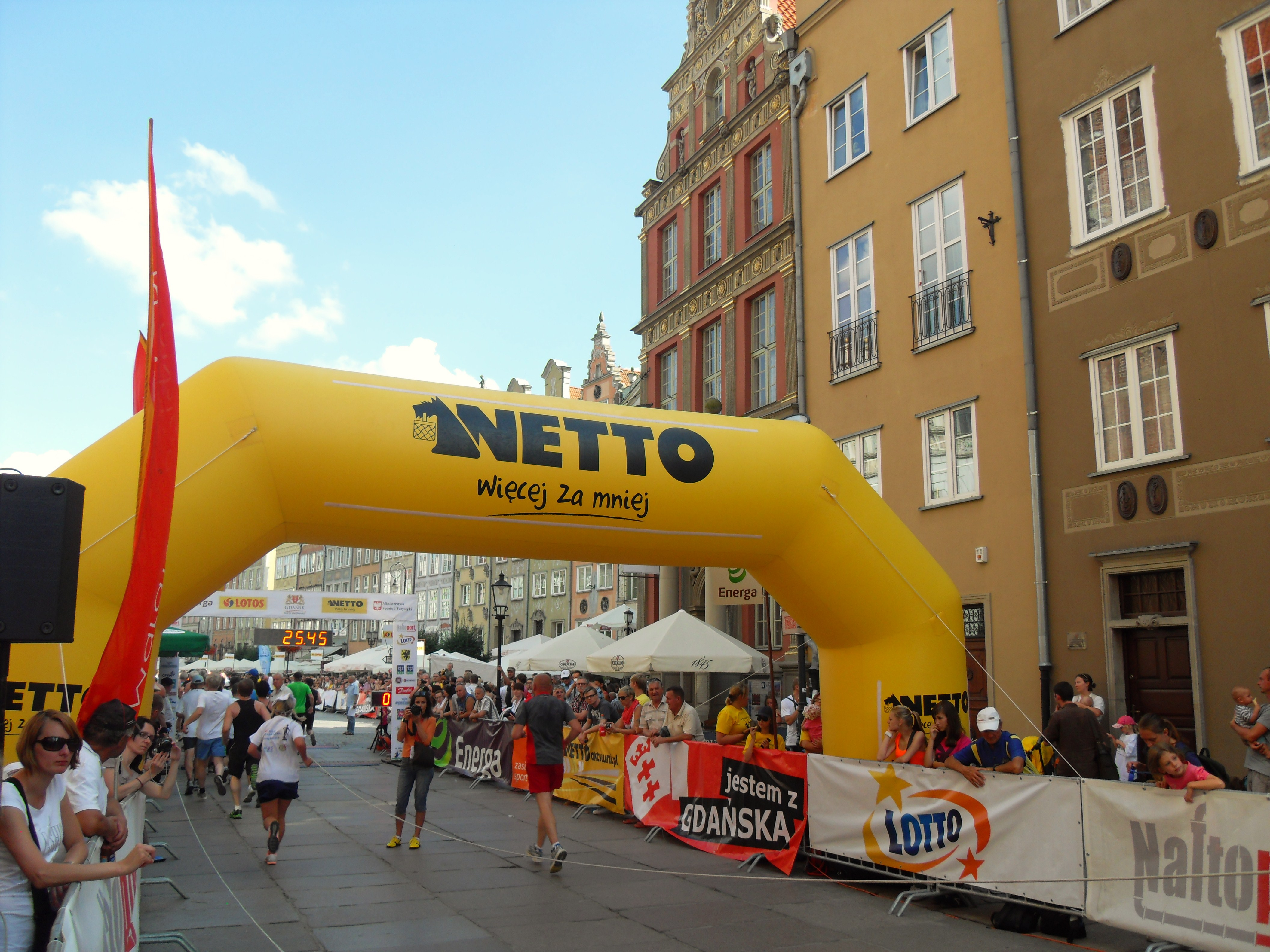
Bieg św. Dominika w 2012

Międzynarodowy Bieg św. Dominika – bieg uliczny (o dystansie 1x940 metrów dla VIP; 4x940 bieg "wózkarzy"; 4x940 bieg kobiet; 4x940 bieg mężczyzn; 10x940 Bieg Elit Mężczyzn - Mistrzostwa Polski) a zarazem doroczna prestiżowa impreza sportowo-promocyjna w Gdańsku, organizowana od 1994 roku na ulicach Głównego Miasta i w ciągu Traktu Królewskiego.
Bieg jest imprezą odbywającą się podczas trwania Jarmarku św. Dominika. Trasa biegu prowadzi ulicami: Długi Targ, ul. Mieszczańską, ul. Ogarną, ul. Garbary i ul. Długą. Start i meta biegu znajdują się na Długim Targu pod Fontanną Neptuna, w bezpośrednim sąsiedztwie Ratusza Głównego Miasta i Dworu Artusa. Bieg odbywa się w 5 kategoriach: głównej, VIPowskiej, kobiecej, amatorskiej i "wózkarskiej" (dla osób niepełnosprawnych).